# Гросхенхен

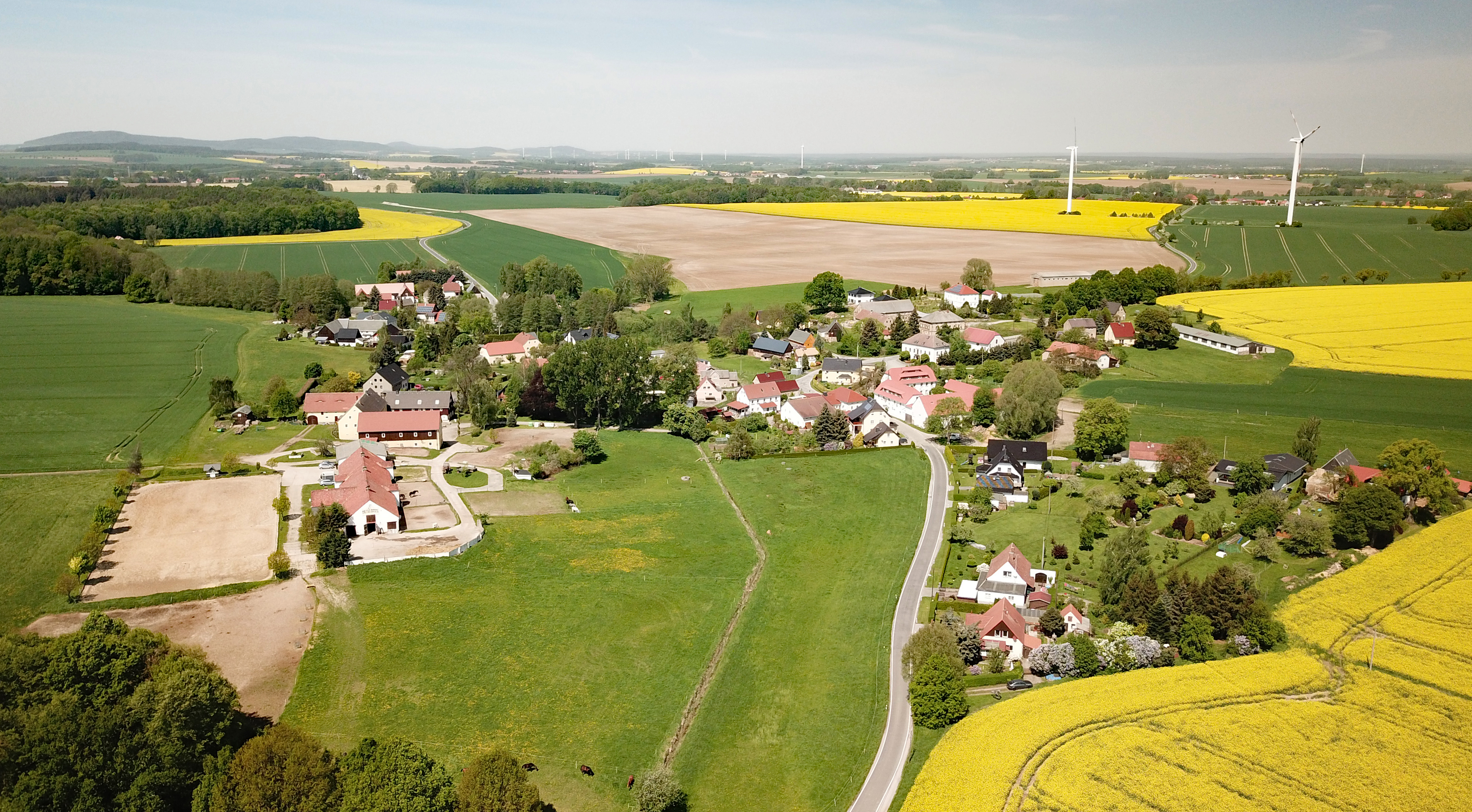

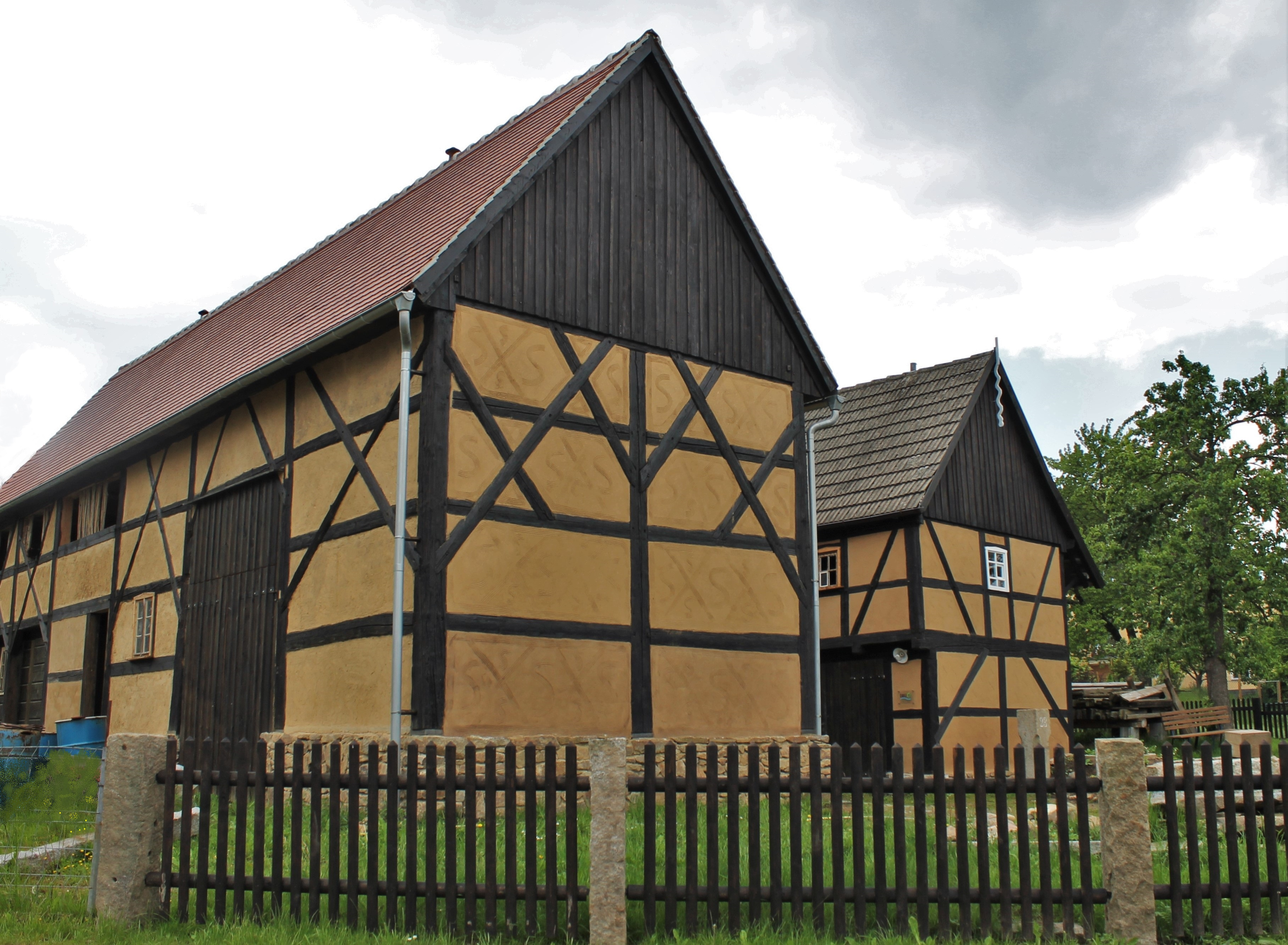
Конюшня, ул. Dorfstraße 23, XIX век. Памятник культуры и истории земли Саксония

Гросхенхен или Ву́льки-Во́сык (нем. Großhänchen; в.-луж. Wulki Wosyk ) — деревня в Верхней Лужице, Германия. Входит в состав коммуны Буркау района Баутцен в земле Саксония. Подчиняется административному округу Дрезден.

## География
Находится примерно в 15 километрах западнее Будишина.
Западнее деревни располагается Тухорский лес, в котором с мая 1984 по февраль 1988 года находилась советская ракетная база 1-го дивизиона 119-й ракетной бригады оперативно-тактического ракетного комплекса 9К76 «Темп-С» ОТР-22.
Соседние населённые пункты: на северо-востоке — деревня Добранецы коммуны Гёда, на юго-востоке — деревня Лютыйецы коммуны Гёда, на западе — деревни Леджборецы и Горни-Вуезд и на западе — деревня Панецы.
Деревня не входит в официальную Лужицкую поселенческую область.

## История
Впервые упоминается в 1374 году под наименованием Maior Heynichin, Henichyn, Maior Heynechin.
Исторические немецкие наименования:
- Maior Heynichin, Henichyn, Maior Heynechin, 1374—1382
- Heynchin pentzk, 1419
- Grosßen Henichen, 1454
- Henichen pretiz, 1550
- Groß Hanichen, Heinichen, 1559
- Hänchen sub senatu, Hänchen sub Bolbritz, 1658
- Höngen, 1733

## Население
Официальным языком в населённом пункте, помимо немецкого, является также верхнелужицкий язык.
Согласно статистическому сочинению «Dodawki k statisticy a etnografiji łužickich Serbow» Арношта Муки в 1884 году в деревне проживало 222 человека (из них — 182 серболужичанина (82 %)).
Лужицкий демограф Арношт Черник в своём сочинении «Die Entwicklung der sorbischen Bevölkerung» указывает, что в 1956 году при общей численности в 363 человека серболужицкое население деревни составляло 10,7 % (из них верхнелужицким языком активно владело 30 человек, 5 — пассивно и 4 несовершеннолетних владели языком).
| 1925 | 1939 | 1946 | 1950 | 1964 | 2011 |
| ---- | ---- | ---- | ---- | ---- | ---- |
| 184  | 261  | 318  | 361  | 297  | 150  |

## Достопримечательности
Памятники культуры и истории земли Саксония
- Жилой дом, ул. Dorfstraße 1, 1853 год (№ 09289476);
- Жилой дом, ул. Dorfstraße 2, 1860 год (№ 09289475);
- Жилой дом, ул. Dorfstraße 3, вторая половина XIX века (№ 09289474);
- Жилой дом, ул. Dorfstraße 6, вторая половина XIX века (№ 09289473);
- Конюшня, ул. Dorfstraße 21, XIX век (№ 09289472);
- Конюшня, ул. Leutwitzer Straße 3, первая половина XIX века (№ 09289469);
- Конюшня со встроенным сараем и боковым зданием, ул. Dorfstraße 23, первая половина XIX века (№ 09289470);
- Мельница и жилой дом, ул. Leutwitzer Straße 6, 1698 год (№ 09289468);
- Жилой дом с сараем и двумя боковыми хозяйственными постройками, ул. Leutwitzer Straße 13, 1850 год (№ 09289463);
- Дорожный каменный указатель, XIX век (№ 09289465);

## Известные жители и уроженцы
- Арношт Мука (1854—1932) — серболужицкий историк и демограф.